# Historia Qiu Ju
Historia Qiu Ju (chiń. 秋菊打官司; pinyin Qiū Jú dǎ guānsī) – chińsko–hongkoński dramat filmowy z 1992 roku w reżyserii Zhanga Yimou.

## Fabuła
Chłopka w ciąży szuka zadośćuczynienia w sądzie po tym, jak jej mąż zostaje kopnięty przez członka starszyzny wioski w pachwinę. Gdy coraz bardziej sfrustrowana Qiu Ju podróżuje po kraju, widz ma szansę obserwować zmieniające się na przestrzeni czasu chińskie społeczeństwo.

## Obsada
Źródło: The Internet Movie Database
- Gong Li – Qiu Ju
- Liu Peiqi – Wan Qinglai, plantator chili
- Yang Liuchun – Meizi, siostra Qinglaia
- Lei Kesheng – Wang Shantang, naczelnik wioski
- Ge Zhijun – oficer Li

## Nagrody
Źródło: Filmweb
- 1992 – Złoty Lew na 49. MFF w Wenecji
- 1992 – Puchar Volpiego dla najlepszej aktorki (Gong Li) na 49. MFF w Wenecji
- 1994 – nagroda Amerykańskiego Stowarzyszenia Krytyków Filmowych dla najlepszego filmu zagranicznego